# Relieve terrestre

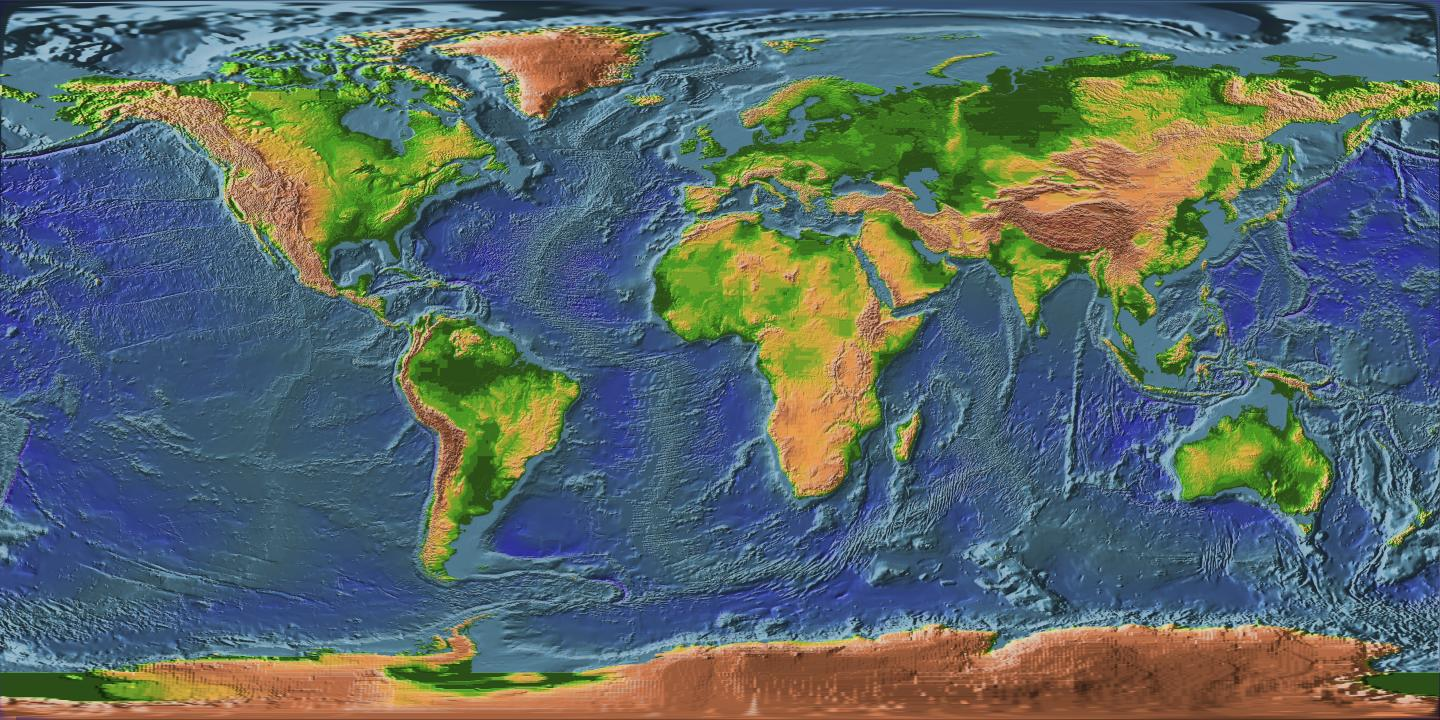
Relieve de la superficie terrestre, incluido el de los fondos oceánicos.

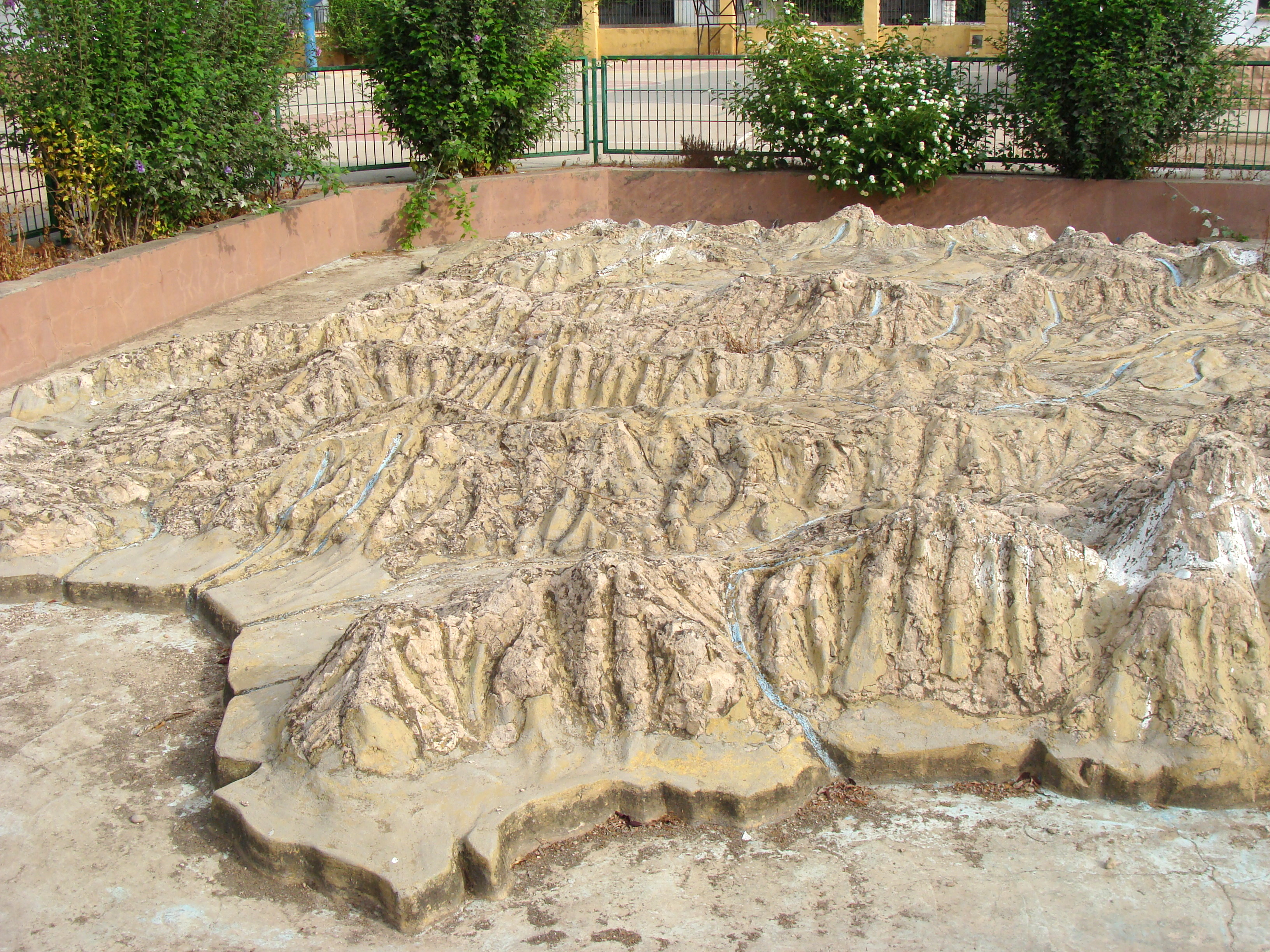
Parte de la península ibérica en un modelo tridimensional en el Parque escolar de Carlet, provincia de Valencia, donde pueden verse la mayor parte de las formas del relieve terrestre (montañas y cordilleras, valles y llanuras, mesetas, cuencas fluviales, etc.)

El relieve terrestre es el término que define a las formas que tiene la corteza terrestre o litosfera en la superficie, tanto en relación con las tierras emergidas como en cuanto al relieve oceánico, es decir, al fondo del mar. Es el objeto de estudio de la geomorfología y de la geografía física, sobre todo, al hacer referencia a las tierras continentales e insulares. Pierre George ofrece una sencilla definición del relieve terrestre:

El relieve terrestre es la parte saliente de la superficie del globo: colina o montaña.
Pierre George ()

La geomorfología es una de las ramas de la geología, que se engloba con otras ciencias dentro de las ciencias de la Tierra. Por lo general, en geomorfología se hace referencia como relieve terrestre, al relieve de las partes emergidas de la superficie terrestre, es decir, de los continentes e islas.
Del medio físico forman parte el relieve de los continentes, mares y océanos, que es muy estable porque los cambios son lentos, y se hacen visibles con el paso de los años. El medio físico condiciona desigualmente los grupos humanos.

## Relieve según morfología y altimetría
Según la morfología y la altimetría, el relieve puede dividirse también en relieve terrestre propiamente dicho y relieve submarino. El relieve continental pertenecería a los continentes e islas, y el relieve submarino pertenecería al fondo marino que incluye tanto al suelo de los mares y al de los océanos e incluye a las dorsales oceánicas, el talud continental, la zona abisal y las fosas submarinas.
- Llanuras: Extensiones de terreno llano o con escasas irregularidades y que suele encontrarse a escasa altura sobre el nivel del mar, especialmente en el caso de las llanuras sedimentarias o aluvionales.
- Mesetas: son formas de relieve relativamente planas, aunque elevadas, por lo que se emplea a veces el nombre de altiplanicies. Pueden ser mesetas intermontanas, cuando se encuentran rodeadas de cordilleras como el Altiplano andino y otros en diversos continentes.
- Montañas: zonas más elevadas del relieve que sobresalen con respecto a las tierras de alrededor y que generalmente se presentan en forma de cordilleras.
- Depresión o Cuenca: Terrenos que se encuentran a menor altitud que los relieves circundantes y pueden ser relativas, como en una cuenca sedimentaria y absolutas, cuando ocupan un área bajo el nivel del mar, como sucede con la depresión del Mar Muerto o del Valle de la Muerte.

## Relieve según su magnitud

### Grandes formas del relieve (macroformas)
Dentro de este grupo podríamos incluir a los tres tipos mayores del relieve terrestre, tanto con relación a su extensión como a su importancia: los macizos antiguos y escudos, las cuencas o llanuras sedimentarias y las cordilleras recientes, levantadas durante el Cenozoico.

#### Macizos antiguos y escudos
Formados en el Precámbrico, constituyen las formas de relieve de formación más antigua que existen, sobre las cuales se ha ejercido una acción muy larga e intensa de las fuerzas erosivas y, en algunos casos, fuerzas internas que realzaron esos relieves y, por lo tanto, los rejuvenecieron. Por regla general, este rejuvenecimiento de los relieves más antiguos de la corteza terrestre se realiza por levantamientos generales o epirogenéticos en amplias zonas debido a la acción de las fuerzas internas sobre las propias placas de la Litosfera. El resultado es la formación de un relieve invertido, en el que los sinclinales ocupan las partes más elevadas del relieve, mientras que los anticlinales resultan vaciados al ser atacados desde un principio por la erosión. Un ejemplo de este tipo de macroforma sería el escudo Fenoscándico.

#### Cuencas y llanuras sedimentarias
Son terrenos poco accidentados y bastante bajos, normalmente no superan los 200 metros de altitud. En Latinoamérica predominan los de tipo sedimentario, es decir, llanuras rellenadas por arrastre de sedimentos. En muchos casos poseen algunos recursos mineros (yacimientos petrolíferos), forestales y agropecuarios.

#### Cordilleras de formación reciente
Son las alineaciones montañosas de levantamiento más reciente, generalmente levantadas durante el Cenozoico, es decir, son macroformas del relieve generalmente cercanas al Pacífico, como son las cordilleras alpinas, la de los Andes, Himalaya y muchas otras. Constituyen las partes más elevadas del relieve terrestre debido al corto tiempo geológico en el que ha actuado la erosión.

### Formas menores del relieve

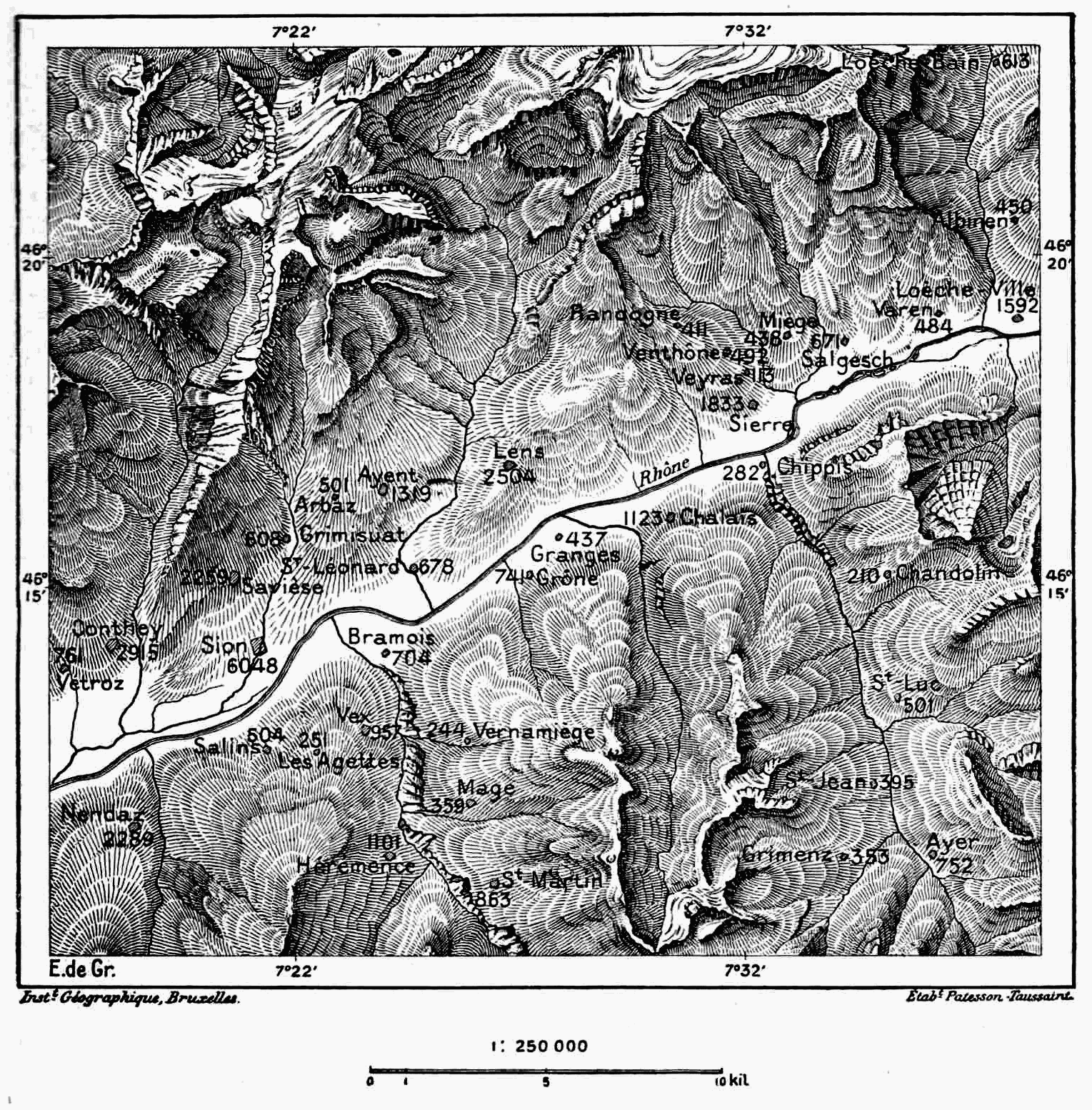
Parte del valle del Ródano (Suiza) con el relieve indicado por el método de trazos (hachures, en francés). Este mapa fue dibujado por Eliseo Reclus para su obra L'homme et la Terre de 1905. Los trazos coinciden con las líneas de mayor pendiente. A este sistema se le añadió un sombreado oblicuo con la iluminación procedente de la esquina superior izquierda. Las franjas en blanco entre las líneas de trazos vendrían a coincidir, aunque no con exactitud, con curvas de nivel.

Entre ellas se pueden citar: los valles fluviales, las terrazas aluviales, los conos de deyección (o abanicos aluviales), playas, formas residuales (cerros testigos, etc.), formas características del relieve, como son los cañones o gargantas, los lenares y las dolinas, etc. También debemos incluir a las formas menores del relieve de origen glaciar (eskers, kettles o marmitas de gigante, morrenas, etc.), de origen volcánico (pitones volcánicos o necks, columnatas basálticas, "jameos", etc.) y de otros orígenes (volcanes de lodo, etc.).
- Las terrazas aluviales, también llamadas terrazas fluviales, constituyen pequeñas plataformas sedimentarias o mesas construidas en un valle fluvial por los propios sedimentos del río que se depositan a los lados del cauce en los lugares en los que la pendiente del mismo se hace menor, con lo que su capacidad de arrastre también se hace menor. Posteriormente, al irse erosionando el cauce aguas abajo queda aislada y suspendida la terraza que se había formado, ya que el propio río profundiza fácilmente su cauce en dicha terraza por la constitución de los materiales poco consolidados de la misma.

- Los conos de deyección o abanicos aluviales son formaciones similares a las terrazas que se forman a la salida de un torrente a una zona de llanuras: los sedimentos arrastrados por el torrente se depositan en forma de abanico y generalmente no forman un cauce único, sino varios cauces que se abren durante las crecidas más intensas. La deposición de sedimentos en los cauces nuevos hace que suba el nivel del cono, precisamente en esos cauces, lo que obliga con el tiempo a abrir nuevos cauces entre los más antiguos y por lo tanto, más elevados. En algunas obras de Geografía Física se emplea el nombre español de bajada a estos conos de deyección; curiosamente, este nombre se emplea en inglés (lo mismo que playa), procedente del español que se habla en el oeste de los Estados Unidos. Existe una forma mixta, la de cono - terraza que aparece donde un cono resulta atravesado por un cauce predominante que se encaja en el mismo.

- A menudo existe la superposición de diversos conos de deyección a lo largo de las fallas que limitan los valles tectónicos: es el caso, por ejemplo, del Valle de la Muerte, en los Estados Unidos, donde una sucesión de torrentes muy juntos se abren al llegar al fondo del valle, mezclándose unos con otros de manera sucesiva. A este fenómeno se le denomina coalescencia fluvial, cuando los sedimentos arrastrados por torrentes muy próximos entre sí se superponen entre sí formando depósitos sedimentarios que, con el tiempo, pueden dar origen a un proceso de estratificación cruzada.

## Evolución del relieve
Los procesos geológicos internos o endógenos: Los procesos internos son el resultado de la dinámica interna del planeta. Esta dinámica se manifiesta principalmente a través de la actividad volcánica, la actividad sísmica, la orogénesis y la epirogénesis, en definitiva, la actividad tectónica.
Los procesos geológicos externos o exógenos: los procesos geológicos se deben a la interacción de la corteza terrestre con la atmósfera, la hidrosfera y la biosfera. Esta acción se manifiesta a través de la acción conjunta de los vientos, el agua y los seres vivos, que moldean y transforman poco a poco el relieve. Se diferencian dos procesos exógenos principales: la meteorización de las rocas y la denudación del relieve.

## Representación del relieve

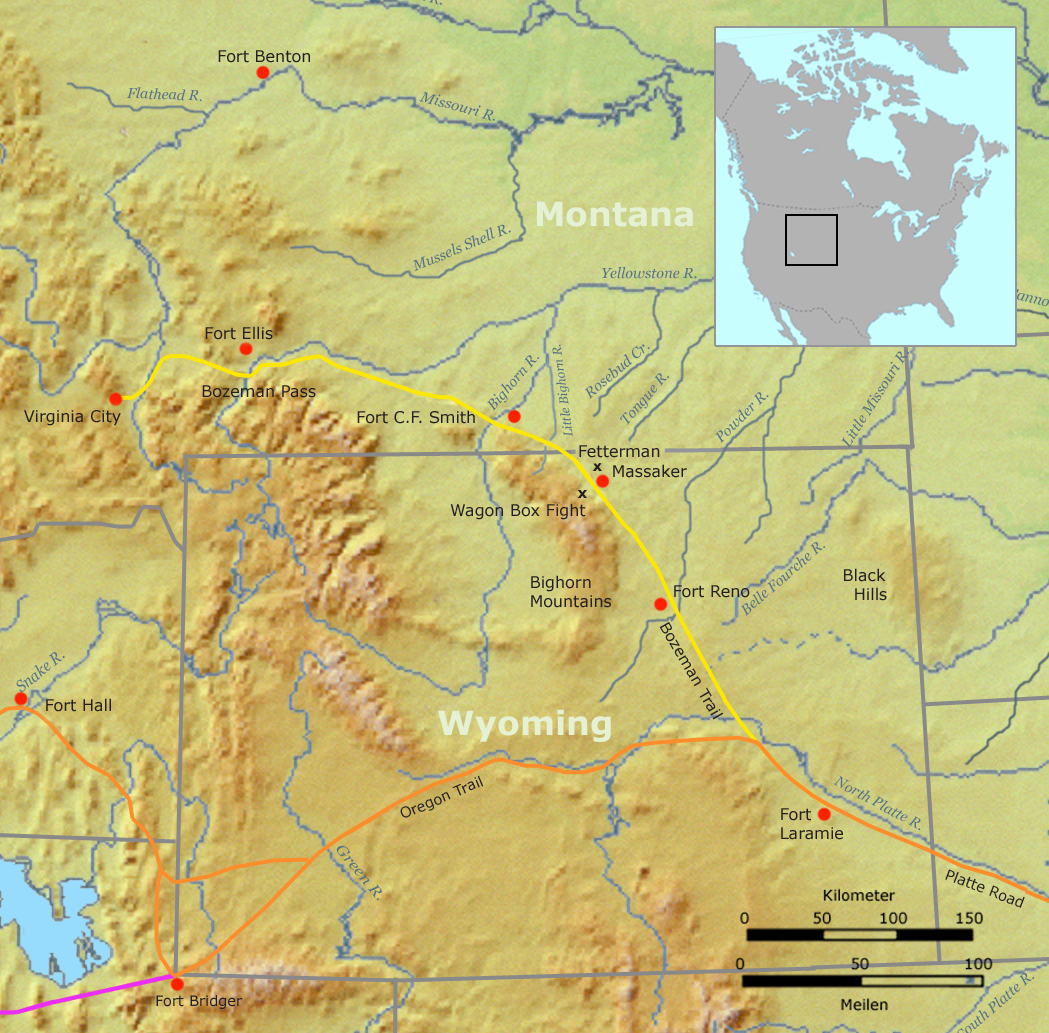
Método sombreado para la representación del relieve terrestre en los estados de Wyoming y parte de Montana en los Estados Unidos. También aquí se representa el relieve con una iluminación procedente del noroeste de la imagen (esquina superior izquierda).

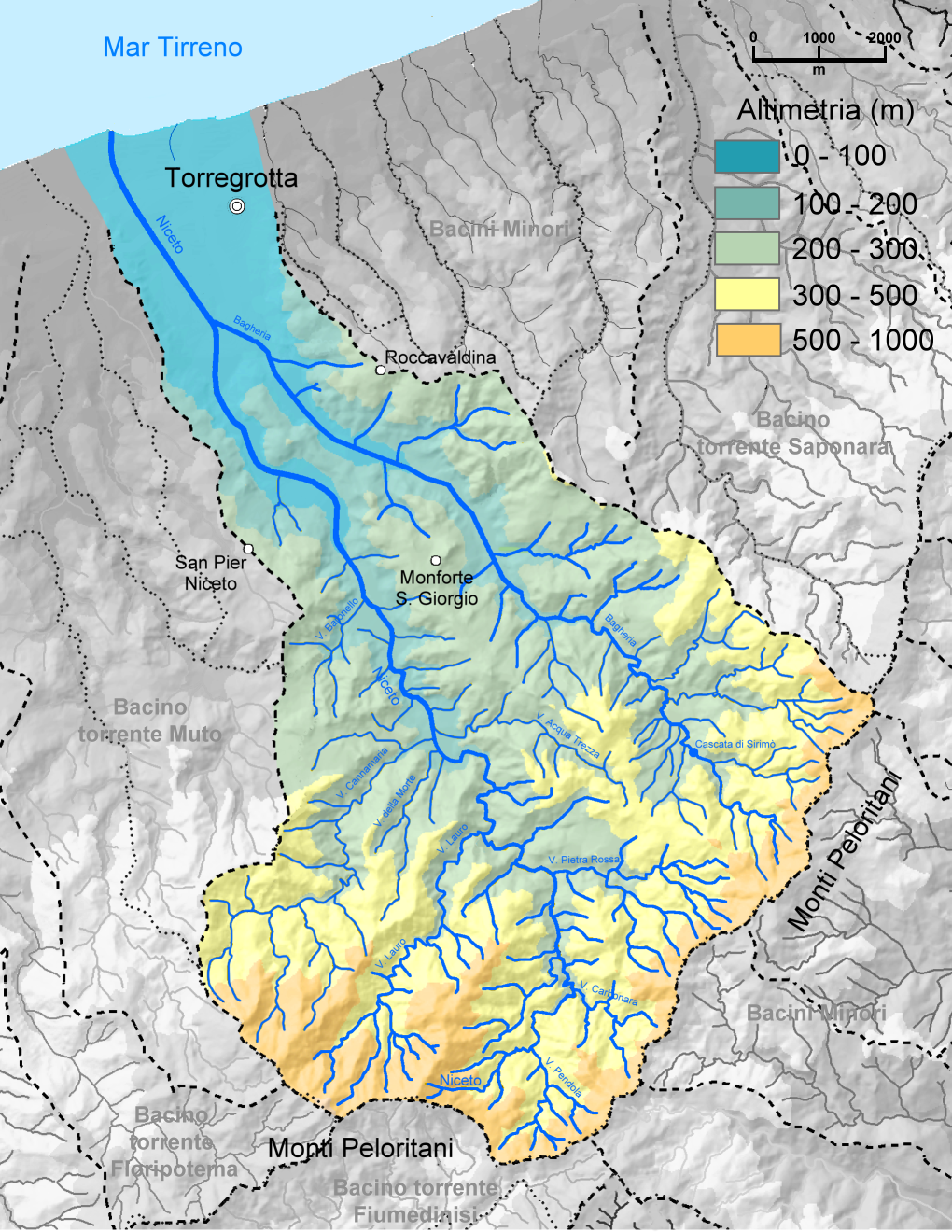
Mapa topográfico correspondiente a la cuenca hidrográfica del río Niceto en Italia, en el que se aprecian las curvas de nivel, identificadas con colores según escala de altitudes.

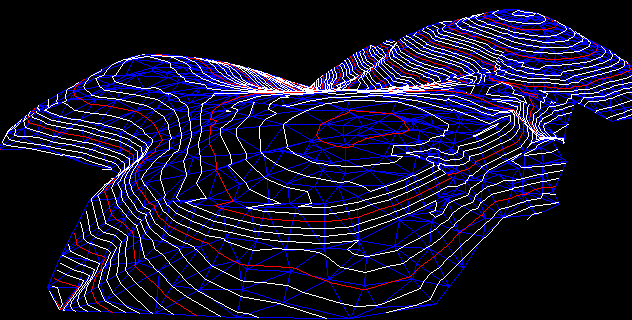
Modelo digital del relieve terrestre empleando curvas de nivel.

Durante mucho tiempo se representó el relieve mediante procesos elementales. Los mapas del siglo XVIII representaban las montañas por dibujos más o menos fantásticos, que no daban más que una idea mediocre del relieve. Poco a poco se utilizaron mejores técnicas. El sistema más elemental de representar el relieve es escribir al lado de los puntos más importantes su cota de altitud expresada en metros. Este sistema se emplea poco, pues aunque las cotas estén bien distribuidas, no son expresivas ni sugieren el relieve.
El método del sombreado da una idea mucho más precisa del relieve terrestre. Consiste en una iluminación aparente desde la esquina noroeste (es decir, de la esquina superior izquierda) para que la imagen se pueda ver en tres dimensiones. Esta forma de iluminar la imagen se conoce, podríamos decir, de forma empírica, desde hace más de un siglo, como indica Erwin Raisz en su obra Cartografía General ().
Las curvas de nivel proporcionan una imagen más precisa y más completa del relieve. Son líneas que unen puntos de la misma altitud. Cuanto más fuerte es la pendiente, más próximas aparecen las curvas de nivel entre sí. Para leer un mapa con curvas de nivel, es preciso conocer de antemano la equidistancia de las mismas; es decir, la diferencia de altitud que separa dos curvas de nivel seguidas; así, se dice que la equidistancia es de 20 m. (caso del Mapa Topográfico Nacional a 1/50.000) cuando las curvas pasan por las alturas de 0 m, 20 m, 40 m, etc. En planos a gran escala, la equidistancia suele ser de 1 m a 5 m. En mapas que representan una gran superficie (con una escala reducida de 1:500.000 o más pequeña), la equidistancia suele ser de 100 m a 200 m y aún más.
Existen programas informáticos que representan el relieve terrestre en mapas topográficos con curvas de nivel (a veces sombreados), con un efecto tridimensional excelente, como sucede con el programa ACME Mapper. Desafortunadamente, este programa, con un detalle enorme (1 píxel = 1 m), solo está disponible en los Estados Unidos. Por ejemplo, puede verse las opciones de Terrain (terreno, es decir, relieve sombreado o Topo (mapa topográfico sombreado con curvas de nivel) cuando se busca en la localización de una ciudad las opciones que presenta una población norteamericana aunque sea en la Wikipedia en español (por ejemplo: Sunbury (Pensilvania).

## Grandes unidades del relieve

### Continentes
Los continentes son grandes extensiones de tierra que separan los océanos. La Tierra se divide en África, América, Antártida, Asia, Europa y Oceanía.
- África: Continente macizo y uniforme, formado por rocas antiguas y desgastadas debido a la erosión. Predominan mesetas y cubetas, ocupadas por ríos y lagos.

Se localiza la cordillera del Atlas y macizos como los de Ahaggar y los de Tibesti. El sistema de fallas produjo el macizo de Ruwenzori. Los bloques hundidos fueron ocupados por los lagos Malaui, Tanganica y Turkana; el mar Rojo; y los ríos Nilo y Zambeze. También aparecieron volcanes como el volcán Kenia y el Kilimanjaro; y zonas volcánicas como el Macizo Etíope. La isla más extensa es Madagascar.
- América: Se extiende desde el Polo Norte hasta el círculo Polar Antártico. Separa el océano Atlántico y el océano Pacífico. América se divide en América del Norte, América Central, América del Sur y las Antillas. Al Oeste destacan un eje de montañas jóvenes, en el centro mesetas y llanuras, y al este macizos antiguos.

Los sistemas montañosos, de norte a sur, se disponen en paralelo a la costa del Pacífico. Las cordilleras más importantes son la Cordillera de los Andes, las Montañas Rocosas y la Sierra Madre Occidental. Entre ellas cuenta con altiplanos y volcanes. En la parte central se extienden llanuras recorridas por ríos como el río Amazonas, el Misisipi, el Orinoco y el río Paraná. Al este se sitúan relieves antiguos como el Escudo Canadiense, el Macizo de las Guayanas, la Meseta Brasileña y los Montes Apalaches.
- Asia: Gran masa de tierra situada al este de Europa. Se distinguen al norte llanuras y mesetas y en el centro cordilleras y mesetas. En el océano Índico se distinguen penínsulas y en el océano Pacífico archipiélagos.

Se encuentra el Everest, en el Himalaya. También destacan los Montes Tauro y los Montes Zagros, las cordilleras Hindukush, Kuenlun y Pamir, y la meseta del Tíbet. Los principales ríos son el Obi, el Lena y el Yenisei al norte, el Chang Jiang y el Huang He al este, y el Ganges y el Mekong al Sur. Destacan los archipiélagos de Filipinas, Indonesia y Japón.
- Europa: Situada al este de Asia. Las cordilleras de los Urales y el Cáucaso y los mares Caspio y Negro marcan el límite entre Europa y Asia. El mar Mediterráneo separa Europa de África.

Predomina la Gran Llanura Europea, el Macizo Central francés, la Meseta española, los Alpes, los Pirineos, el Cáucaso y los ríos Don y el Volga.
- Oceanía: Formado por aproximadamente 10 000 islas que se distribuyen por el océano Pacífico. Se distinguen los tres conjuntos de islas y archipiélagos Australasia, Melanesia, Micronesia y Polinesia, de origen volcánico y coralino.

Destacan Australia, Nueva Zelanda y Tasmania. En Australia destaca la Gran Cordillera Divisoria al este y en Nueva Zelanda los Alpes del Sur.
- Antártida: Situada en el Polo Sur, rodeada por los océanos Atlántico, Índico y Pacífico.

Constituida por una masa de hielo con una altitud superior a 4000 metros. Del casquete de hielo se desprenden icebergs. Destaca la Cordillera Transantártica.